# Borsta mig på ryggen
Borsta mig på ryggen, amerikansk film från 1948 i regi av S. Sylvan Simon och med Red Skelton i huvudrollen. Filmen hade svensk premiär den 7 mars 1949. 1950 kom en uppföljare, Hon stod i rök och damm med en snarlik handling.

## Handling
Red Jones får sparken från alla jobb han försöker sig på. Hans förlovade ger honom en sista chans och han provar på att bli dörrförsäljare av borstar. Hans försök att sälja är minst sagt klumpiga, och saken blir inte bättre när en av hans kunder hittas mördad och han själv blir polisens misstänkte nr 1.